# Sulzano
Sulzano är en ort och kommun i provinsen Brescia i regionen Lombardiet i Italien. Kommunen hade 1 943 invånare (2018).